# وی‌تون (آرکانزاس)
وی‌تون (به انگلیسی: Wayton) یک منطقهٔ مسکونی در ایالات متحده آمریکا است که در شهرستان نیوتون، آرکانزاس واقع شده‌است. وی‌تون ۶۶۲٫۹۵ متر بالاتر از سطح دریا واقع شده‌است.